# 阿久津五代子
阿久津五代子（あくつ さよこ、1964年5月26日 - ）は、株式会社ハセガワエスティ代表取締役社長。栃木県出身。長谷川高士とともに株式会社ハセガワエスティを事業拡大させ、結婚式を中心とした総合プロデュース事業を展開する。
ブライダル司会者事務所としても業界最大手を導く。自身も司会者であり、ブライダル司会実績は2,800組以上。
映画監督や映像プロデューサーとして、ハセガワエスティの会長「長谷川高士」演ずる「OFUKU」を主人公とした短編映画を国際映画祭に出品し、数々の受賞歴あり。

## 来歴・人物

### 経営者として
- 20代後半まで、美術品商社の社長秘書を務め、その後司会業に転身。
- 1995年 司会講師としても活動する中で、現会長である長谷川高士（当時：総合家具販売 近代家具のハセガワ社長）と出会う[1]。
- 1997年 現会社の取締役に就任し結婚式を中心とした総合プロデュースを展開。
- 2000年 近代家具ハセガワのブライダル事業部を独立させハセガワエスティを設立し専務取締役に就任。
- 2001年 映像部門の子会社、エスティビジョンの代表取締役に就任。
- 2003年 同社の西日本支社を開業。関西エリアにも展開し、ブライダル業界の発展、人材の育成を図る。ブライダル司会者事務所としては業界大手であり、在籍司会者数150名以上。
- 2004年 ハセガワエスティの代表取締役に就任。ウエディングプロデュースの部門に加えて、芸能事務所、映画TV制作プロダクションの事業部をグループ内に立ち上げる。都内に社内教育強化のためのスタジオ「STステューディオ」を開設。司会のみならず、音響、映像制作、ブライダルプロデュース業を開始。
- 2007年 結婚相談所「STORY」を開設。
- 2012年 南青山たんぽぽ保育所を開業[2]。（コロナ禍により2020年に休園）
- 2019年 千葉テレビ放送「土曜の夜はOFUKUがごあんな～い！ぐるっと発見」の企画制作、放送。
- 2021年 ANAグループと共同で国際線一機を貸し切ったプライベートウエディングプラン『THE WEDDING with ANA』[3]を企画実施。各メディアに取り上げられた[4]。
- 2022年 千葉テレビにて結婚関連の番組「おしえてウェディング先生〜今知っておきたい100のこと」を企画制作、放送を開始。
- 女性が多く働く職場のバックアップとして結婚相談所も設立。働く女性にとって良質な環境を整え[5]、80歳まで楽しみながら社会貢献できる職場づくりに取り組んでいる。

### 監督・脚本・演出・プロデューサーとして
- 2001年 映像部門を会社化し、様々な分野の映像に携わる。結婚式の記録ムービーやビデオクリップ、CM、映画、番組など。
- 2016年 ハセガワエスティプロデュース初の短編映画「OFUKU」の総指揮を担う。カンヌ国際映画祭ショートフイルムで選出。NYチェルシー映画祭 審査員特別賞を受賞。なお主人公「OFUKU」を演じるのは、ハセガワエスティの会長であり、阿久津の元夫「長谷川高士」である。
- 2017年  短編映画「OFUKU MOTHER」の総指揮。カンヌ国際映画祭ショートフイルムコーナーで2年連続入選、NYチェルシー映画祭にてOFUKU演じる長谷川高士が主演女優賞を獲得。
- 2018年 短編3作目「OFUKU LOSE-WAY」の総指揮。カンヌ国際映画祭のショートフィルムコーナー選出。
- 2019年 4作目の「OFUKU５-karate catharsis」は、監督・脚本・演出を阿久津が担当した。ニューヨーク映画祭にノミネートされ、主催特別賞を受賞。また日本大使館ワシントンD.C.文化センターにて上映ノミネート。同時にウーマン・イン・シネマに選出された[6]。

### プライベート
- 30代で長谷川高士（ハセガワエスティ会長であり、OFUKUの演者）と結婚し、1男1女をもうけるが、離婚。その後、再婚し、1女をもうける。
- それぞれの家族と共に3人の子供達を育てている。現在も長谷川とはビジネスパートナーとして、信頼関係を築きながら仕事に取り組んでいる[7]。

## 過去のメディア出演
- 「フジサンケイビジネスアイ」（2007年3月20日）／ 「この会社 この一手」
- 「日経xwoman DUAL」（2017年4月5日・12日）／自分をさらけ出せば、運は開ける」OFUKU“夫婦”インタビュー
- 日本テレビ「マツコ会議」（2019年7月）
- 「婦人画報」（2020年2月号）／別所哲也氏との特別対談
- 「HOTERES」
- 「ブライダル産業新聞」
- 島地勝彦著「バーカウンターは人生の勉強机である」（CCCメディアハウス）第53話・54話／長谷川高士とともに、元夫婦としてエピソードに登場している

## 役職・社会的活動
- ハセガワエスティ 代表取締役社長
- ソフィアジャパン 代表取締役社長
- 能力検定協会 理事
- 経団連企業人政治フォーラム会員
- 東京経営者協会会員
- 栃木県県人会会員
- ブライダル振興協会会員
- 映画監督・脚本・演出